# Эль-Баб
Эль-Баб (араб. الباب‎) — город в Сирии, в мухафазе Халеб. Является центром одноимённого района. Эль-Баб находится к северо-востоку от Халеба (Алеппо), имеет площадь около 30 км². В 2007 году население города достигло 144 705 человек, таким образом Эль-Баб стал восьмым по населению городом в Сирии. Большинство городского населения сунниты.

## История

### Гражданская война в Сирии
До апреля 2012 года город не затрагивала гражданская война. 20 апреля сирийская армия открыла огонь по протестующим в городе, что побудило волну недовольства и резкое усиление местной оппозиции. С середины мая по середину июня в городе сформировалось около 15 оппозиционных группировок. Правительственные войска предприняли несколько атак на город, около двух месяцев продолжались сражения, и 10 июля 2012 года оппозиция захватила последнюю опору правительственных войск на территории города.
Оппозиция, заняв Эль-Баб, серьёзно укрепилась. Свободная сирийская армия завладела всей территорией к северо-востоку от Алеппо.
В ноябре 2013 года силами Исламского государства оппозиционные власти были вытеснены, и город перешёл под полный контроль террористов.
23 февраля 2017 года Свободная сирийская армия при поддержке ВС Турции зачистили Эль-Баб от боевиков Исламского государства.